# Tommaso Grossi
Tommaso Grossi (n. 23 ianuarie 1790, Bellano, Lombardia, Italia – d. 10 decembrie 1853, Milano, Imperiul Austriac) a fost un poet și nuvelist italian.

## Biografie
Tommaso Grossi s-a născut la Bellano, pe malurile lacului Como, și a absolvit Facultatea de Drept a Universității din Pavia în 1810, de unde a plecat la Milano pentru a-și exercita profesia; însă guvernul austriac, suspectându-i loialitatea, a intervenit în perspectivele sale și, prin urmare, Grossi a ajuns un simplu notar. Această suspiciune a fost bine fundamentată pe care a arătat-o în curând prin scrierea poeziei de luptă La Prineide (1814) în dialectul milanez, în care a descris în culori vii moartea tragică a lui Giuseppe Prina, trezorier în timpul Imperiului, pe care oamenii din Milano l-au sfâșiat și târât pe străzile orașului, atac instigat de agitatorii austrieci.
În 1816 a publicat alte două poezii, scrise la fel în milaneză, La Pioggia d'oro („Ploaia de aur”) și La Fuggitiva („Fugarul”). Aceste compoziții i-au asigurat prietenia cu Carlo Porta și Alessandro Manzoni, iar cei trei poeți au ajuns să formeze un fel de triumvirat literar al romantismului din Lombardia. Grossi a profitat de popularitatea poemelor sale milaneze pentru a încerca versul italian, în care a căutat să introducă realismul în mișcare care a dat o astfel de satisfacție în compozițiile sale timpurii; și în acest mod el a avut un succes cu poemul său Il degonda (1814).
Apoi a scris o poezie epică intitulată Lombarzii din prima cruciadă, o lucrare despre care Manzoni face o mențiune onorabilă în I Promessi Sposi. Această compoziție a obținut un succes neechivoc cu cel al oricărei alte poezii italiene din acel secol; a oferit însă subiectul succesului lui Giuseppe Verdi din 1843 cu I Lombardi alla prima crociata.
Exemplul lui Manzoni l-a indus pe Grossi să scrie un roman istoric intitulat Marco Visconti (1834), o lucrare care conține pasaje de adevărată descriere și patos profund. Puțin mai târziu, Grossi a publicat o poveste în versuri, Ulrico e Lida („Ulrico și Lida”), cu această publicație a încetat activitatea sa poetică.
După căsătoria sa în 1838, el a continuat să lucreze în calitate de notar în Milano până la moartea sa.